# Вишанув (Любуське воєводство)
Вишанув (пол. Wyszanów) — село в Польщі, у гміні Шліхтинґова Всховського повіту Любуського воєводства.
Населення — 260 осіб (2011).
У 1975-1998 роках село належало до Лешненського воєводства.

## Демографія
Демографічна структура станом на 31 березня 2011 року:
|          | Загалом | Допрацездатний вік | Працездатний вік | Постпрацездатний вік |
| -------- | ------- | ------------------ | ---------------- | -------------------- |
| Чоловіки | 123     | 25                 | 90               | 8                    |
| Жінки    | 137     | 34                 | 80               | 23                   |
| Разом    | 260     | 59                 | 170              | 31                   |